# Alcázar de los Reyes Cristianos
L'Alcázar de los Reyes Cristianos (la "fortezza dei Re Cristiani" in italiano) è un palazzo-fortezza di Cordova costruito nel 1328 da Alfonso XI sul luogo in cui sorgeva un antico palazzo arabo.

## Storia
Nel primo medioevo, il sito era occupato da una fortezza visigota. Quando avvenne la conquista islamica della penisola iberica, gli emiri del califfato omayyade di Damasco ricostruirono la struttura. Quando gli Omayyadi furono sconfitti dal califfato abbaside, l'unico membro superstite della dinastia, Abd al-Raḥmān I fuggì a Cordova. I suoi successori fondarono quindi il Califfato di Cordova ed usarono l'Alcázar come loro palazzo. La città quindi fiorì come un importante centro politico e culturale e l'Alcázar fu largamente ampliato con bagni, giardini e la più grande biblioteca dell'Occidente. I mulini ad acqua sollevavano l'acqua del Guadalquivir per irrigare i vasti giardini del palazzo.
Nel 1236 le forze cristiane presero Cordova durante la Reconquista e nel 1328 Alfonso XI di Castiglia iniziò a costruire l'attuale struttura su parte del sito dell'antica fortezza. Altre parti del moresco Alcázar furono date come bottino di guerra al vescovo, ai nobili, e all'Ordine di Calatrava. La fortezza di Alfonso ha mantenuto solo una parte delle rovine moresche, ciononostante essa appare islamica perché Alfonso decise di utilizzare lo stile architettonico mudejar.
Alloggiamento dei reali durante i loro soggiorni a Cordova, l'Alcázar fu utilizzato nella guerra civile, quando Enrico IV di Castiglia dovette affrontare una ribellione sostenuta dal fratellastro Alfonso. Durante la guerra, le difese dell'Alcázar furono modificate per resistere alle armi da fuoco e venne costruita la torre principale dell'Alcázar, oggi conosciuta come la Torre dell'Inquisizione.
Isabella, che successe ad Enrico, con suo marito Ferdinando utilizzò l'Alcázar come uno dei primi tribunali permanenti dell'Inquisizione spagnola (1482) e come quartier generale della loro campagna contro la dinastia Nazríd di Granada, l'ultimo regno arabo rimasto nella penisola iberica: i Re Cattolici passarono più di otto anni nella fortezza, dirigendo da lì la campagna militare contro il Regno di Granada.
L'Inquisizione iniziò ad utilizzare l'Alcázar come una sua sede nel 1482 e convertì gran parte della struttura, tra cui i bagni arabi, in camere per torture e interrogatori. Boabdil, re di Granada, fu tenuto prigioniero qui dal 1483 fino a quando fu liberato perché promise di fare di Granada uno Stato tributario del regno spagnolo. Quando nel 1489 Boabdil rifiutò di arrendersi, Isabella e Ferdinando lanciarono una campagna militare contro Granada che presero nel 1492. All'interno di questo luogo nacque l'Infanta Maria, futura regina del Portogallo, e nella torre del Homenaje nell'anno 1486 Cristoforo Colombo chiese i fondi per l'avventura marittima verso le Americhe.
Dopo la campagna di Granada e la conclusione delle campagne contro i musulmani in Spagna, Ferdinando e Isabella cedettero il palazzo alle autorità ecclesiastiche, che lo convertirono nel Tribunale del Santo Uffizio, funzione che ebbe per circa tre secoli. Nel 1810 l'Alcázar fu utilizzato come presidio per le truppe napoleoniche e nel 1812, dopo l'abolizione dell'Inquisizione con l'introduzione della Costituzione spagnola, il palazzo si trasformò in un carcere civile fino al 1931 per poi essere utilizzato a fini militari fino al 1955, quando venne ceduto all'Ayuntamiento (municipio) di Cordova. Infine, il governo spagnolo ha fatto dell'Alcázar un'attrazione turistica dichiarandolo monumento nazionale nel 1950.